# Брекинридж, Клифтон Роудс
Клифтон Роудс Брекинридж (22 ноября 1846 — 3 декабря 1932) — американский политик-демократ, олдермен, член Конгресса США, дипломат, предприниматель, ветеран Армии Конфедерации и ВМС Конфедерации. Представитель видной династии Брекинриджей, сын вице-президента Соединенных Штатов и генерала Конфедерации Джона К. Брекинриджа, правнук американского сенатора и генерального прокурора Соединенных Штатов Джона Брекинриджа.

## Ранний период жизни
Брекинридж родился в Лексингтоне, штат Кентукки, в семье Джона Кабелла Брекинриджа и Мэри Сирены Берч . В детстве он учился в сельских школах. После начала Гражданской войны он вступил в Армию Конфедерации вместе со своим отцом, позднее был мичманом во флоте Конфедерации. После войны он три года посещал Вашингтонском колледже в Лексингтоне, штат Вирджиния, где президент колледжа, бывший генерал Конфедерации Роберт Э. Ли поощрял его стремление к государственной службе. После учебы он присоединился к своему старшему брату на хлопковой плантации в окрестностях Пайн-Блафф, штат Арканзас, и тринадцать лет занимался хлопководством и торговлей. В 1876 году Брекинридж женился на Кэтрин Карсон, представительнице зажиточной семьи в Миссисипи, в браке с которой у него было четверо детей.

## Политическая деятельность
Брекинридж начал политическую карьеру, когда был избран олдерменом в городской совет Пайн-Блафф. В 1882 году он был избран от Демократической партии в Палату представителей Соединенных Штатов, начав работу в Конгрессе в 1883 году. Джон Г. Карлайл, новый спикер палаты и друг Брекинриджей, позаботился о том, чтобы новый конгрессмен получил место в Комитете по бюджету. В 1884 и 1886 годах Брекинридж был переизбран .

### Афера Клейтона
После выборов 1888 года политическая карьера Брекинриджа оказалась под угрозой. Арканзасские демократы были признаны виновными в мошенничестве при голосовании на выборах по 2-му избирательному округе Арканзаса — было обнаружено, что в округе Конуэй, штат Арканзас, четверо вооруженных белых мужчин в масках ворвались в здание избирательного участка населенного преимущественно чернокожими округа, и, угрожая оружием, украли урну для голосования, в которой находилось подавляющее большинство избирательных бюллетеней, отмеченных в пользу республиканского кандидата, Джона М. Клейтона, брата экс-губернатора Арканзаса и сенатора Пауэлла Клейтона. В этих обстоятельствах Клейтон оспорил итоги выборов и отправился в Пламервилл, чтобы начать расследование этого происшествия. Однако вечером 29 января 1889 года неизвестный выстрелил через окно в номер местного пансиона, где находился Клейтон, и убил его. После расследования в Конгрессе Клейтон был объявлен победителем, что привело к отставке Брекинриджа; однако из-за смерти Клейтона место было объявлено вакантным. Брекинридж не был признан виновным в каких-либо нарушениях или в убийстве Клейтона и был избран на вакантное место в 1890 году.

### Работа в Конгрессе
Брекинридж был переизбран в Палату представителей в 1890 и 1892 годах. Он был одним из авторов законодательства об отмене Закона Шермана о скупке серебра и голосовал за Закон о тарифах Уилсона-Гормана. Ему удалось восстановить к себе доверие после так называемого «дела Клейтона» и стать уважаемым деятелем Конгресса. Статья в Harper’s Weekly описывает его как «одного из самых главных людей в Палате представителей». Во время паники 1893—1894 годов Брекинридж твердо поддерживал позицию президента Гровера Кливленда по сохранению золотого стандарта. Арканзасские фермеры, большинство из которых поддерживали свободное хождение серебряных монет (англ. free silver), отказались поддержать действующего президента, в силу чего Брекинридж проиграл на первичных выборах Джону С. Литлу, который и был избран в Конгресс.

## Дипломатическая деятельность

### Посланник в России
Брекинридж подал в отставку в 1894 году, до истечения его последнего срока полномочий в Палате представителей, чтобы принять предложение президента Кливленда стать посланником США в России, где он прослужил до 1897 года. Занимая этот пост, он проявил себя весьма способным дипломатом. Однако, его предупреждения о прекращении дружественных отношений между Россией и Китаем, пришедшемся на тот период, не повлекли за собой какие-либо изменения во внешней политике США из-за превалирующего там изоляционизма. В силу этих обстоятельств Брекинридж в основном занимался рутинными проблемами торговли и иммиграции. Он был менее успешен в протокольных аспектах дипломатии в Санкт-Петербурге, поскольку не мог нести расходы на шикарную светскую жизнь в российской столице и старался избегать ее. Это особенно проявилось во время народных гуляний, которыми отмечена коронация Николая II и императрицы Александры Федоровны в 1896 году. К его огорчению, на церемонии Брекинридж должен был носить церемониальные бриджи, требуемые протоколом, и переживал, что его бывшие избиратели в Арканзасе никогда не поймут его тщательно продуманный наряд.

### Комиссия Дауэса
После того, как его бывший коллега по Конгрессу Уильям Маккинли вступил в должность президента (1897), он заменил Брекинриджа республиканцем Итеном Алленом Хичкоком. Брекинридж вернулся в Арканзас. Однако в 1900 году Маккинли назначил его на должность члена Комиссии Дауэса по делам пяти цивилизованных племен на Индейской территории. Брекенридж наряду с другими членами Комиссии нес ответственность за распределение отдельных участков племенных земель среди чероки. В 1903 году он был обвинен в мошенническом приобретении индейских земель. В результате расследования, проведенного Министерством юстиции, обвинения с Брекинриджа были сняты, но он покинул свой пост в 1905 году.

## Поздние годы
Выйдя из состава Комиссии Дауэса, Брекинридж основал в Форт-Смит, штат Арканзас, трастовую компанию Арканзасской долины (англ. Arkansas Valley Trust Company), и занимал в ней пост президента до 1914 года. С 1917 по 1918 год он был делегатом Арканзасской конституционной конвенции, где убедил своих коллег утвердить однопалатный законодательный орган, однако позднее это положение было отменено. В 1921 году он овдовел и жил в Форт-Смит до 1925 года, после чего он переехал в Хайден, штат Кентукки к своей дочери Мэри Брекинридж, основательницей «службы медсестер Фронтира» (англ. Frontier Nursing Service). Сначала они жили при акушерской клинике с медсестрами, пока в Вендовере строилось большое бревенчатое здание. Брекинридж присматривал за лошадьми, которых использовали медсестры для поездок в отдаленные районы. Он скончался в Вендовере 3 декабря 1932 года в возрасте восьмидесяти шести лет и был похоронен на Лексингтонском кладбище рядом с несколькими членами семьи, включая жену и родителей. Его дом в Форт-Смит включен в Национальный реестр исторических мест .